# Teladas (Rawas Ulu)
Teladas is een bestuurslaag in het regentschap Musi Rawas van de provincie Zuid-Sumatra, Indonesië. Teladas telt 1078 inwoners (volkstelling 2010).